# David Komatz
David Komatz (* 10. prosince 1991 Rottenmann) je rakouský biatlonista a dvojnásobný stříbrný medailista z mistrovství světa.
Biatlonu se věnuje od roku 2002. Ve světovém poháru debutoval v lednu 2014 v Oberhofu, kde ve sprintu dojel na 57. místě. Ve své dosavadní kariéře nevyhrál ve světovém poháru žádný individuální ani kolektivní závod. Jeho nejlepším individuálním výsledkem je 11. místo z března 2022/2023 v Novém Městě na Moravě ze sprintu.
V roce 2022 vstoupil do manželství s rakouskou biatlonistkou Katharinou Innerhoferovou.

## Výsledky

### Olympijské hry a mistrovství světa
| Sezóna  | Akce | Místo                | SP  | SZ  | HZ  | IZ  | ŠT  | SŠT | SZD | Věk    |
| ------- | ---- | -------------------- | --- | --- | --- | --- | --- | --- | --- | ------ |
| 2015/16 | MS   | Oslo                 | –   | –   | –   | 41. | –   | –   | ×   | 24 let |
| 2020/21 | MS   | Pokljuka             | 37. | 23. | –   | 48. | 10. | 2.  | –   | 29 let |
| 2021/22 | ZOH  | Peking               | 69. | –   | –   | 45. | 10. | –   | ×   | 30 let |
| 2022/23 | MS   | Oberhof              | 13. | 27. | 24. | 24. | 14. | 4.  | 2.  | 31 let |
| 2023/24 | MS   | Nové Město na Moravě | 29. | 30. | 21. | 34. | 12. | 6.  | –   | 32 let |
| 2024/25 | MS   | Lenzerheide          | 49. | 57. | –   | 26. | 12. | 17. | –   | 33 let |

Poznámka: Výsledky z olympijských her se do hodnocení světového poháru nezapočítávají; výsledky z mistrovství světa se dříve započítávaly, od mistrovství světa v roce 2023 se nezapočítávají.